# Amsterdamsebrug
De Amsterdamsebrug (brug 54P) is een vaste boogbrug voor het verkeer over het Amsterdam-Rijnkanaal in de Zuiderzeeweg tussen de Zeeburgerdijk in Amsterdam-Oost en het Zeeburgereiland. In het verlengde van de Amsterdamsebrug ligt de weg op een betonnen vaste brug die met een bocht naar links naar het Zeeburgereiland loopt. Na het Zeeburgereiland ligt de Schellingwouderbrug over het Buiten-IJ die het Zeeburgereiland en Amsterdam-Noord met elkaar verbindt.
De Amsterdamsebrug is geopend in 1957 en is onderdeel van de eerste vaste oeververbinding tussen Amsterdam-Noord en de rest van de stad. De brug is uitgevoerd met twee rijstroken en fiets- en voetpaden.  
In 2012 is de Amsterdamsebrug gerenoveerd, waarbij onder andere de doorvaarthoogte is verhoogd voor vierlaagse containervaart. De werkzaamheden maakten deel uit van een grootscheepse onderhoudsbeurt genaamd KARGO (Kunstwerken Amsterdam-Rijnkanaal Groot Onderhoud, 2011-2015) voor alle boogbruggen over het Amsterdam-Rijnkanaal. Een vijftal bruggen werd vernieuwd, drie andere waaronder de Amsterdamsebrug kregen alleen een onderhoudsbeurt. In het kader van dat project werden ook de toegangen voor voetgangers, oorspronkelijk in het midden geplaatst, verplaatst naar de zijkanten.
De brugpijlers zijn officieel vrijgegeven voor het zetten van graffiti; de brug staat daarom in die kringen bekend als de Graffiti Hall of Fame. Zo werd in december 2019 een portret gezet van de Rotterdamse dichter Jules Deelder, die toen net was overleden.

## Toekomst
In verband met de uitbreiding van de stad naar het Zeeburgereiland met daarop woonwijken als de Sportheldenbuurt werd in 2017 gekeken of de brug verbreed moet en kan worden en of er een trambrug naast gebouwd moet worden. De enige openbaar-vervoerverbinding per rail van de nieuwe woonwijken is dan tramlijn 26 die via de Piet Heintunnel richting binnenstad gaat, terwijl verwacht wordt dat de meeste burgers van de nieuwe wijken richting Amsterdam-Oost willen, een verbinding waar thans nog buslijn 37 in voorziet. Het onderzoek werd meegenomen in het rapport uit juni 2020 van de commissie onder leiding van Alexander D'Hooghe inzake de procedure rond de Javabrug.
Naast dat verkeer over de brug opgewaardeerd kan worden, concludeerde de Commissie D'Hooghe dat de scheepvaart onwenselijk oponthoud ondervindt bij het passeren onder de brug. Er is een vernauwing in het Amsterdam-Rijnkanaal ter hoogte van de Amsterdamsebrug op de rechteroever. Het verwijderen van deze vernauwing maakt het kanaal breder, van 80 naar 100 meter. Dit zou volgens de commissie D'Hooge voor de scheepvaart een aanzienlijke vooruitgang in de doorstroming betekenen. Het bruggenhoofd van de Amsterdamsebrug moet daarvoor wel verplaatst worden.
Op 18 februari 2021 besloot het college van B&W van Amsterdam om het volledige advies van de commissie D'Hooghe uit te voeren, inclusief de opwaardering van de Amsterdamsebrug. De gemeente verwacht eind 2021 een uiteindelijk inrichtingsplan te kunnen presenteren.